# Carrington Training Centre
Le Carrington Training Centre, ou Bury FC training complex, parfois simplement appelé Carrington, est un centre d'entraînement utilisé par le Bury FC, club de troisième division anglaise. La Bury FC Academy y est également présente avec l'équipe première.
Le club de League One déménage dans ce complexe sportif en février 2015, alors que Manchester City, l'ancien gérant, déménage dans un centre d'entraînement dernier-cri.

## Emplacement et installations
Le centre d'entraînement se trouve à Trafford, proche de celui de Manchester United. Le terrain est adjacent à un sentier public où les fans et photographes pouvaient venir assister aux entraînement. Lors des dernières années d'exploitation du centre d'entraînement, le club fait installer un tarp de deux mètres de haut tout autour du complexe sportif, voyant ainsi le public et les photographes grimper sur des arbres ou des échelles afin d'observer les entraînement. Lors de l'arrivée de l'Abu Dhabi United Group aux commandes de Manchester City, le complexe de 5 500 mètres carrés est amélioré, avec notamment la construction d'une salle de gym, d'une piscine hydrothérapique, d'une infirmerie et d'une salle d'analyses de match.

## Bury Football Club
Manchester City quitte Carrington pour l'Etihad Campus en décembre 2014. En février 2015, le Bury FC signe un bail de cinq ans en accord avec Manchester City pour l'utilisation du centre d'entraînement.